# Olivier Massot
Olivier Massot (né en 1966 en Belgique) est bassoniste, compositeur et pédagogue classique français. 

## Biographie
Olivier Massot se forme musicalement comme bugliste dans des fanfares et harmonies de son pays natal. Il étudie le basson au Conservatoire royal de Bruxelles et le basson baroque au Conservatoire royal de La Haye, aux Pays-Bas.
Compositeur autodidacte, sa rencontre en 1985 avec Philippe Boesmans va l'orienter dans sa démarche artistique, collaborant avec lui comme bassoniste de l’ensemble Musique Nouvelle et de l’ensemble Synonymes. Il se produit comme bassoniste à cette époque avec la plupart des formations symphoniques belges, comme l’orchestre de la RTBF et l’orchestre de La Monnaie, l’Orchestre national de Belgique, mais également l’Orchestre de Paris, l’Orchestre de l’Opéra de Lyon, l’Orchestre du Théâtre Mariinsky de Saint-Pétersbourg, l’Orchestre de la Suisse romande. Il devient ensuite le basson solo de l'Opéra flamand, à Gand et à Anvers, où il reste jusqu’en 1994, avant de rejoindre l’Orchestre national de Lyon, au même poste,,. En 2008, il est invité à se produire en soliste avec l’Orchestre de chambre de Mito, au Japon. 
Il est lauréat en 1989 d’une bourse de la fondation SPES, à Bruxelles. 
Il devient professeur assistant de la classe de basson au Conservatoire national supérieur de musique et de danse de Lyon.

## Œuvre
Olivier Massot compose plusieurs œuvres destinées à l'orchestre de l’Opéra national de Belgique (La Monnaie), l’Orchestre national de Lyon, le Conservatoire national supérieur de musique et de danse de Lyon, le Musée des Confluences de Lyon, le festival Les Muséiques à Bâle (Suisse), le festival de violoncelle de Beauvais, ainsi qu'à la chorégraphe Carla Frison. Il reçoit commande de l'Auditorium-Orchestre national de Lyon d'une musique sur le film de Marcel L'Herbier L'Argent, qui est créée en ciné-concert en février 2019 à l’Auditorium de Lyon, sous la direction de Timothy Brock (en).
Olivier Massot est l'auteur de Un'Altra Furtiva (2011) dont le concept réside sur la particularité de sa dédicataire : la harpiste Agnès Clément est en effet également bassoniste et désirait obtenir une pièce où elle puisse exprimer sa double passion. Olivier Massot se charge de la contenter, lui offrant une partition qui requiert de jouer de la harpe, du basson, mais aussi de percussions, avec également l'utilisation d'un gramophone pour une furtive évocation d’Una furtiva lagrima, extrait de l'opéra L'elisir d'amore de Donizetti — d'où le titre de la pièce.

L'article du Badische Zeitung évoque cette composition comme suit : 

« […] Ce que la jeune Française apportait à son instrument, par un son vigoureux et de riches couleurs sonores était phénoménal et faisait oublier tous les clichés de la harpe.
Clément est même un talent double: elle ne joue pas seulement extraordinairement bien de la harpe mais elle maîtrise également le basson à la perfection. Et elle réussit le tour de magie de jouer des deux instruments à la fois dans la création de la pièce « Un' altra furtiva » composée par Olivier Massot. De manière très raffinée les images et les sons se superposent dans cette composition.
Pendant qu'Agnès joue du basson sur scène, elle apparaît sur un écran de projection immense comme harpiste (son et image), et inversement. Cela produit des effets saisissants de fusion sur le plan visuel et acoustique.
Il y a aussi des bruitages: frapper le bois, bruits de frottement, battements sur la table d'harmonie de l'instrument. Ensuite et de nouveau la main de la harpiste effleure délicatement comme une aile d'oiseau les cordes alors que l'écran montre un gros plan de sa main sur le basson. Par moments des sons nostalgiques émergent comme s'ils venaient de l'époque des 78-tours et passent devant notre mémoire comme des bribes de souvenirs lointains. […] »

## Enregistrements
- Musique sur le film muet de Marcel L'Herbier L'Argent, qui est créée en ciné-concert en février 2019 en première mondiale à l’Auditorium de Lyon, sous la direction de Timothy Brock (en) (DVD Lobster Films, d'une durée d'environ 2 h 30)[7] (OCLC 1127910390).
- Inside, pièce écrite et enregistrée pendant le confinement en avril 2020, Ensemble Tarentule et Orchestre National de Lyon (éditions musicales Artchipel) : Composition, textes, montage son et vidéo réalisés par Olivier Massot[9].